# Gran Premio del Canada 1977
Il Gran Premio del Canada 1977 è stata la sedicesima prova della stagione 1977 del Campionato mondiale di Formula 1. Si è corsa domenica 9 ottobre 1977 sul Circuito di Mosport. La gara è stata vinta dal sudafricano Jody Scheckter su Wolf-Ford Cosworth; per il vincitore si trattò del settimo successo nel mondiale. Per la Wolf fu la terza, e ultima, vittoria come costruttore. Scheckter ha preceduto sul traguardo il francese Patrick Depailler su Tyrrell-Ford Cosworth e il tedesco Jochen Mass su McLaren-Ford Cosworth.

## Vigilia

### Aspetti tecnici
Inizialmente il Gran Premio avrebbe dovuto abbandonare Mosport Park per un circuito cittadino da allestire a Montréal o Toronto; successivamente l'impossibilità di organizzare tale circuito fece ritornare la gara alla sua sede tradizionale.
La sicurezza del tracciato venne comunque criticata da molti piloti, già nei mesi precedenti la gara. La Wolf impiegò il modello WR1.

### Aspetti sportivi

Gilles Villeneuve, dopo il Gran Premio di Gran Bretagna corso con la McLaren, venne ingaggiato dalla Scuderia Ferrari.

Per l'ultima volta la Ferrari iscrisse tre vetture a un gran premio mondiale: a Lauda e Reutemann si aggiunse il canadese Gilles Villeneuve che avrebbe affiancato l'argentino nel 1978. Lauda però decise di non effettuare nemmeno le prove: affermò che non si sentiva in grado di vincere, anche se la stessa Ferrari aveva dichiarato che, qualora l'austriaco non fosse rimasto soddisfatto della sua vettura, per la gara avrebbe ottenuto quella di Villeneuve che, di conseguenza, non sarebbe stato utilizzato. Subito dopo Lauda abbandonò il Canada e tornò in Austria.
Riccardo Patrese, dopo aver saltato il Gran Premio degli Stati Uniti d'America-Est, per un impegno nel Campionato europeo di F2, tornò alla Shadow, al posto di Jean-Pierre Jarier. Fu l'ultimo gran premio a cui partecipò una vettura della Penske.

## Qualifiche

### Resoconto
Nella prima giornata di prove vi fu un grave incidente per Ian Ashley: la sua Hesketh uscì di pista nel rettilineo dei box, a oltre 250 km/h. L'inglese rimase nell'abitacolo per oltre venti minuti prima di essere tratto in salvo: riportò ferite alle gambe, già infortunatesi al Nürburgring nel 1975, e venne ricoverato al Sunny Broker Medical Center di Toronto. Il miglior tempo della giornata venne segnato da Mario Andretti, in 1'11"385, davanti a James Hunt e Ronnie Peterson. I piloti continuarono a lamentarsi delle scarse misure di sicurezza presenti sul tracciato, richiedendo la presenza di un elicottero sulla pista.
La seconda giornata di prove fu caratterizzata dalla forte pioggia: nessuno dei piloti poté migliorare i tempi del venerdì. Andretti confermò così la pole numero otto nel mondiale. Ogni uscita di pista provocava la sospensione delle prove, in quanto i cavi delle linee telefoniche di servizio erano montati sui guardrail, e venivano spezzati dall'impatto delle monoposto. Alcuni piloti minacciarono di abbandonare la gara dopo pochi giri qualora la pioggia si fosse ripresentata per la gara. Tra i pochi piloti che tentarono la pista il miglior crono fu fatto segnare da Jean-Pierre Jabouille. Jabouille fu anche l'unico a non qualificarsi, anche se se ne prospettò il ripescaggio, viste le cattive condizioni della pista al sabato.

### Risultati
Nella sessione di qualifica si è avuta questa situazione:
| Pos | Nº | Pilota                | Costruttore              | Tempo    | Griglia |
| --- | -- | --------------------- | ------------------------ | -------- | ------- |
| 1   | 5  | Mario Andretti        | Lotus-Ford Cosworth      | 1'11"385 | 1       |
| 2   | 1  | James Hunt            | McLaren-Ford Cosworth    | 1'11"942 | 2       |
| 3   | 3  | Ronnie Peterson       | Tyrrell-Ford Cosworth    | 1'12"752 | 3       |
| 4   | 6  | Gunnar Nilsson        | Lotus-Ford Cosworth      | 1'12"975 | 4       |
| 5   | 2  | Jochen Mass           | McLaren-Ford Cosworth    | 1'13"116 | 5       |
| 6   | 4  | Patrick Depailler     | Tyrrell-Ford Cosworth    | 1'13"207 | 6       |
| 7   | 17 | Alan Jones            | Shadow-Ford Cosworth     | 1'13"347 | 7       |
| 8   | 16 | Riccardo Patrese      | Shadow-Ford Cosworth     | 1'13"435 | 8       |
| 9   | 20 | Jody Scheckter        | Wolf-Ford Cosworth       | 1'13"497 | 9       |
| 10  | 7  | John Watson           | Brabham-Alfa Romeo       | 1'13"500 | 10      |
| 11  | 26 | Jacques Laffite       | Ligier-Matra             | 1'13"739 | 11      |
| 12  | 12 | Carlos Reutemann      | Ferrari                  | 1'13"890 | 12      |
| 13  | 8  | Hans-Joachim Stuck    | Brabham-Alfa Romeo       | 1'13"953 | 13      |
| 14  | 22 | Clay Regazzoni        | Ensign-Ford Cosworth     | 1'13"999 | 14      |
| 15  | 19 | Vittorio Brambilla    | Surtees-Ford Cosworth    | 1'14"229 | 15      |
| 16  | 23 | Patrick Tambay        | Ensign-Ford Cosworth     | 1'14"464 | 16      |
| 17  | 21 | Gilles Villeneuve     | Ferrari                  | 1'14"465 | 17      |
| 18  | 10 | Ian Scheckter         | March-Ford Cosworth      | 1'14"855 | 18      |
| 19  | 28 | Emerson Fittipaldi    | Fittipaldi-Ford Cosworth | 1'14"857 | 19      |
| 20  | 30 | Brett Lunger          | McLaren-Ford Cosworth    | 1'14"930 | 20      |
| 21  | 27 | Patrick Nève          | March-Ford Cosworth      | 1'15"510 | 21      |
| 22  | 14 | Danny Ongais          | Penske-Ford Cosworth     | 1'15"599 | 22      |
| 23  | 9  | Alex-Dias Ribeiro     | March-Ford Cosworth      | 1'15"770 | 23      |
| 24  | 18 | Hans Binder           | Surtees-Ford Cosworth    | 1'16"568 | 24      |
| 25  | 25 | Ian Ashley            | Hesketh-Ford Cosworth    | 1'16"640 | NP      |
| 26  | 24 | Rupert Keegan         | Hesketh-Ford Cosworth    | 1'17"000 | 25      |
| NQ  | 15 | Jean-Pierre Jabouille | Renault                  | 1'18"999 | NQ      |

## Gara

### Resoconto
La domenica il cielo era coperto ma non piove. Mario Andretti tenne il comando della gara, seguito da James Hunt, Jochen Mass, Gunnar Nilsson, Riccardo Patrese, Depailler e Peterson. Watson, ottavo, si ritirò nel corso del secondo giro per un'uscita di pista. Sempre nel secondo giro Depailler passò Riccardo Patrese e, tre giri dopo, anche Gunnar Nilsson.
Jody Scheckter attaccò Peterson per la settima piazza ma lo svedese riusciva a difendersi molto tenacemente. Peterson e Scheckter guadagnarono entrambi una piazza sfruttando un testacoda di Patrese al decimo giro: il giro seguente Scheckter passò Peterson. Ora la classifica vedeva in testa Mario Andretti, seguito da James Hunt, Jochen Mass, Patrick Depailler, Gunnar Nilsson, Jody Scheckter e Ronnie Peterson. Lo svedese della Tyrrell fu poi autore di un testacoda a sua volta, che lo fece piombare a centroclassifica.
Tra il quattordicesimo e diciassettesimo giro Depailler cedette la posizione a Nilsson, Scheckter e Carlos Reutemann. Nilsson fu costretto al ritiro al giro 18 per la rottura dell'acceleratore; due giri dopo toccò a Reutemann abbandonare la gara, per un guasto al sistema dell'alimentazione. Scheckter, per cui, si ritrovò quarto, seguito da Depailler, Patrese e Alan Jones. L'australiano venne passato da Vittorio Brambilla al ventisettesimo giro.
James Hunt riuscì ad avvicinarsi a Mario Andretti sfruttando i tanti doppiaggi che il duo di testa fu costretto a compiere, vista la superiorità delle loro vetture. Grazie a un'indecisione di Andretti nel doppiare Jochen Mass (in quel momento terzo e compagno di scuderia di Hunt), l'inglese affiancò lo statunitense: i due compirono mezzo giro a ruote vicine, fino alla White Corner, dove Hunt, in staccata, passò Andretti, che protestò per la manovra. Quando Hunt, pochi metri dopo, si trovò a doppiare Mass, fra i due vi un'incomprensione, Hunt colpì la vettura di Mass, e fu costretto al ritiro. Tornò così in testa Mario Andretti, che aveva un giro di vantaggio su Jody Scheckter, che era passato secondo. Un giro dopo Brambilla passò Patrese. La classifica perciò vedeva primo Andretti, seguito da Scheckter, Depailler, Brambilla e Patrese.
Andretti rallentò il ritmo, tanto che Scheckter si sdoppiò. La gara dell'italoamericano terminò al settantottesimo giro per la rottura del suo motore. La vettura perse molto olio che, non segnalato, costò a Patrese e Brambilla un'uscita di pista. Jody Scheckter conquistò la terza vittoria della stagione, l'ultima per la Wolf. Completarono il podio Patrick Depailler e Jochen Mass. Brambilla, anche senza giungere al traguardo, venne classificato sesto. Sfiorò la zona punti, settimo, Danny Ongais.

### Risultati
I risultati del gran premio furono i seguenti:
| Pos | No | Pilota                | Costruttore              | Giri | Tempo/Ritiro               | Pos. Griglia | Punti |
| --- | -- | --------------------- | ------------------------ | ---- | -------------------------- | ------------ | ----- |
| 1   | 20 | Jody Scheckter        | Wolf-Ford Cosworth       | 80   | 1:40'00"0                  | 9            | 9     |
| 2   | 4  | Patrick Depailler     | Tyrrell-Ford Cosworth    | 80   | + 6"77                     | 6            | 6     |
| 3   | 2  | Jochen Mass           | McLaren-Ford Cosworth    | 80   | + 15"76                    | 5            | 4     |
| 4   | 17 | Alan Jones            | Shadow-Ford Cosworth     | 80   | + 46"69                    | 7            | 3     |
| 5   | 23 | Patrick Tambay        | Ensign-Ford Cosworth     | 80   | +1'03"26                   | 16           | 2     |
| 6   | 19 | Vittorio Brambilla    | Surtees-Ford Cosworth    | 78   | Incidente                  | 15           | 1     |
| 7   | 14 | Danny Ongais          | Penske-Ford Cosworth     | 78   | +2 giri                    | 22           |       |
| 8   | 9  | Alex-Dias Ribeiro     | March-Ford Cosworth      | 78   | +2 giri                    | 23           |       |
| 9   | 5  | Mario Andretti        | Lotus-Ford Cosworth      | 77   | Motore                     | 1            |       |
| 10  | 16 | Riccardo Patrese      | Shadow-Ford Cosworth     | 76   | Testacoda                  | 8            |       |
| 11  | 30 | Brett Lunger          | McLaren-Ford Cosworth    | 76   | Motore                     | 20           |       |
| 12  | 21 | Gilles Villeneuve     | Ferrari                  | 76   | Trasmissione               | 17           |       |
| Rit | 1  | James Hunt            | McLaren-Ford Cosworth    | 61   | Incidente                  | 2            |       |
| Rit | 27 | Patrick Nève          | March-Ford Cosworth      | 56   | Motore                     | 21           |       |
| Rit | 3  | Ronnie Peterson       | Tyrrell-Ford Cosworth    | 34   | Perdita di benzina         | 3            |       |
| Rit | 24 | Rupert Keegan         | Hesketh-Ford Cosworth    | 32   | Incidente                  | 25           |       |
| Rit | 18 | Hans Binder           | Surtees-Ford Cosworth    | 31   | Incidente                  | 24           |       |
| Rit | 10 | Ian Scheckter         | March-Ford Cosworth      | 29   | Motore                     | 18           |       |
| Ret | 28 | Emerson Fittipaldi    | Fittipaldi-Ford Cosworth | 29   | Motore                     | 19           |       |
| Rit | 12 | Carlos Reutemann      | Ferrari                  | 20   | Alimentazione              | 12           |       |
| Rit | 8  | Hans-Joachim Stuck    | Brabham-Alfa Romeo       | 19   | Motore                     | 13           |       |
| Rit | 6  | Gunnar Nilsson        | Lotus-Ford Cosworth      | 17   | Incidente                  | 4            |       |
| Rit | 26 | Jacques Laffite       | Ligier-Matra             | 12   | Trasmissione               | 11           |       |
| Rit | 7  | John Watson           | Brabham-Alfa Romeo       | 1    | Sospensione                | 10           |       |
| Rit | 22 | Clay Regazzoni        | Ensign-Ford Cosworth     | 0    | Incidente                  | 14           |       |
| NP  | 25 | Ian Ashley            | Hesketh-Ford Cosworth    |      | Infortunato                | 25           |       |
| NQ  | 15 | Jean-Pierre Jabouille | Renault                  |      |                            |              |       |
| NPR | 11 | Niki Lauda            | Ferrari                  |      | Ritirato prima delle prove |              |       |

## Classifiche

### Piloti
| Pos. | Pilota             | Punti |
| ---- | ------------------ | ----- |
| 1    | Niki Lauda         | 72    |
| 2    | Jody Scheckter     | 55    |
| 3    | Mario Andretti     | 47    |
| 4    | Carlos Reutemann   | 36    |
| 5    | James Hunt         | 31    |
| 6    | Jochen Mass        | 25    |
| 7    | Gunnar Nilsson     | 20    |
| 8    | Alan Jones         | 19    |
| 9    | Jacques Laffite    | 16    |
| 10   | Patrick Depailler  | 16    |
| 11   | Hans-Joachim Stuck | 12    |
| 12   | Emerson Fittipaldi | 11    |
| 13   | John Watson        | 9     |
| 14   | Ronnie Peterson    | 7     |
| 15   | Carlos Pace        | 6     |
| 16   | Vittorio Brambilla | 6     |
| 17   | Clay Regazzoni     | 5     |
| 18   | Patrick Tambay     | 5     |
| 19   | Jean-Pierre Jarier | 1     |
| =    | Renzo Zorzi        | 1     |

### Costruttori
| Pos. | Team                     | Punti |
| ---- | ------------------------ | ----- |
| 1    | Ferrari                  | 89    |
| 2    | Lotus-Ford Cosworth      | 62    |
| 3    | Wolf-Ford Cosworth       | 55    |
| 4    | McLaren-Ford Cosworth    | 51    |
| 5    | Brabham-Ford Cosworth    | 27    |
| 6    | Tyrrell-Ford Cosworth    | 23    |
| 7    | Shadow-Ford Cosworth     | 20    |
| 8    | Ligier-Matra             | 16    |
| 9    | Fittipaldi-Ford Cosworth | 11    |
| 10   | Ensign-Ford Cosworth     | 10    |
| 11   | Surtees-Ford Cosworth    | 6     |
| 12   | Penske-Ford Cosworth     | 1     |

## Decisioni della giuria
James Hunt fu multato di 2.000 dollari per aver sferrato un pugno a un addetto al tracciato, subito dopo il suo ritiro. Venne anche multato di 750 $ per il modo, ritenuto pericoloso, di rientrare a piedi ai box. Anche Ronnie Peterson venne multato per lo stesso motivo, ma per soli 500 $.